# Nuestra Fiesta (okupa, segura y no molesta)
Nuestra Fiesta (okupa, segura y no molesta), o simplemente Nuestra Fiesta, es una canción del grupo de hip hop chileno Tiro de Gracia, con la colaboración de los funkeros Los Tetas. Es la #12 canción de su exitoso álbum Ser humano!!, lanzado el 1997. Cuenta con versos de todos los integrantes de ambos grupos: Juan Sativo (aka Juan Pincel), Lenwa Dura, Zaturno, C-Funk y Tea Time.
La canción dejó entrever la buena relación comercial entre estos grupos, como ya se había visto en la colaboración de Tiro de Gracia con el grafiti que aparece en el video musical de Corazón de Sandía (del álbum Mama funk de Los Tetas), o la de Juan Sativo en el tema Cha cha cha.
En el coro se puede escuchar la palabra melaza (de la cual se haría un sencillo del mismo álbum), término inventado por el teclista y sampler del grupo Adonay, que se refiere a una fiesta.
Con el tiempo, se han hecho numerosas interpretaciones en vivo, varias con intérpretes distintos, como algunas de Juan Pincel en solitario, otras de Tea Time, y pocas con ambos grupos completos. En 2008, Zaturno se reunió con Juan para interpretar el tema para una marca de cigarros.
En una de las presentaciones Tiro de Gracia en el (SUE) de 2006, invitaron a C-Funk y Tea Time de Los Tetas (ya estando separados) a interpretar Nuestra Fiesta, donde Tea Time aparece rapeando la parte de C-funk; de pronto, C-Funk se baja del escenario dejando de lado su guitarra, dejando entrever que los roces de la separación están aun presentes.
Al final de la canción, se pueden escuchar pruebas de sonido y bromas de los integrantes, especialmente de Juan Pincel, quien muestra sus peculiares gestos vocales.